# آسیاب شماره ۴ کورسا
آسیاب شماره ۴ کورسا مربوط به اواخر دوره قاجار -اوایل دوره پهلوی است و در شهرستان کهگیلویه، روستای شهید دارکوب واقع شده و این اثر در تاریخ ۱۱ دی ۱۳۸۰ با شمارهٔ ثبت ۴۵۶۰ به‌عنوان یکی از آثار ملی ایران به ثبت رسیده است.